# Druškovec Humski
Druškovec Humski falu Horvátországban Krapina-Zagorje megyében. Közigazgatásilag Hum na Sutlihoz tartozik.

## Fekvése
Krapinától 14 km-re északnyugatra, községközpontjától 3 km-re délkeletre a hegyek között fekszik.

## Története
A településnek 1857-ben 298, 1910-ben 371 lakosa volt. Trianonig Varasd vármegye Pregradai járásához tartozott. 2001-ben 408 lakosa volt.

## Külső hivatkozások
Hum na Sutli község hivatalos oldala